# Zelotes tarsalis
Zelotes tarsalis este o specie de păianjeni din genul Zelotes, familia Gnaphosidae, descrisă de Fage în anul 1929. Conform Catalogue of Life specia Zelotes tarsalis nu are subspecii cunoscute.